# Dainzú

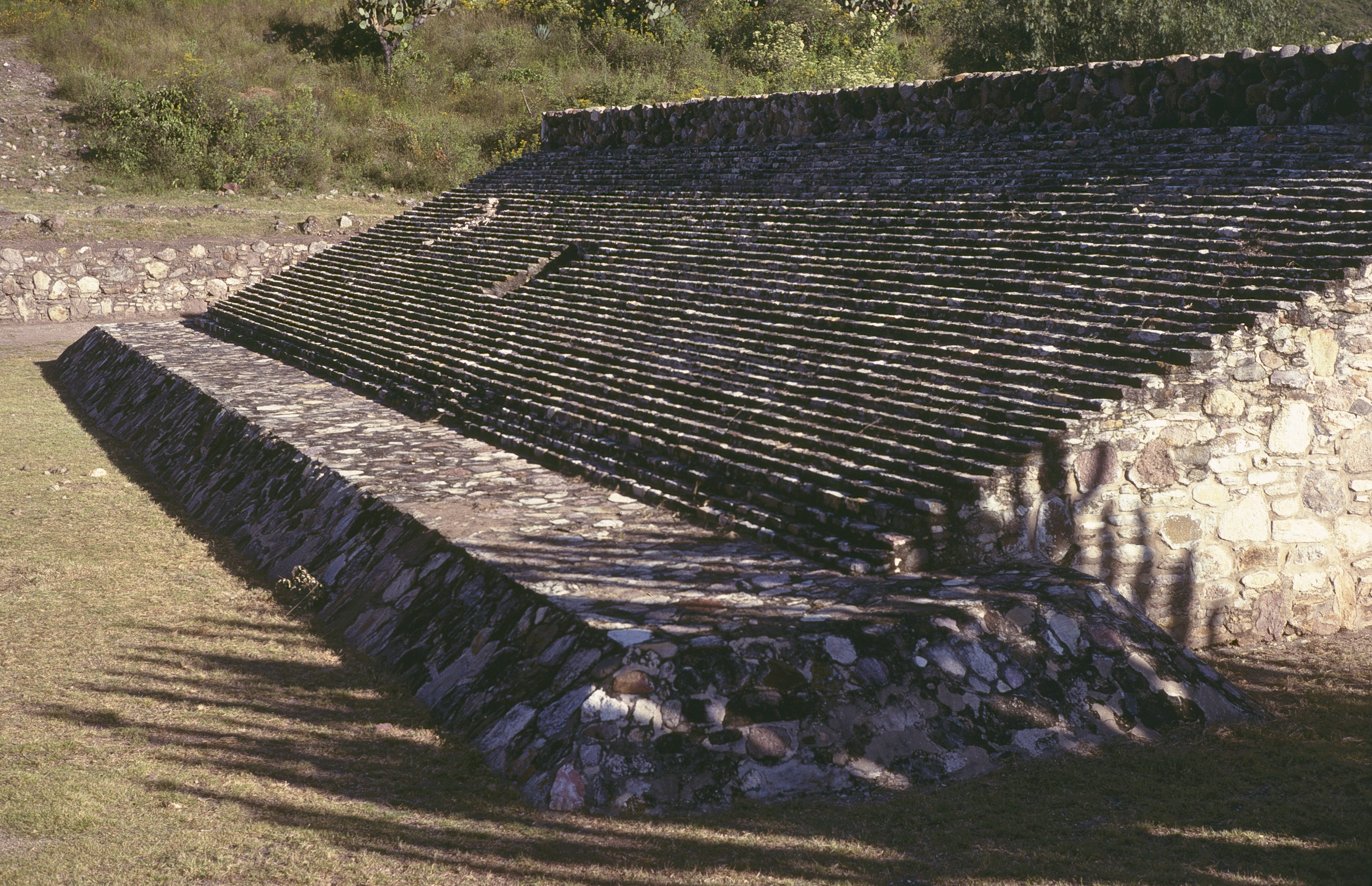
Un des murs du terrain de jeu de balle du groupe A de Dainzú.

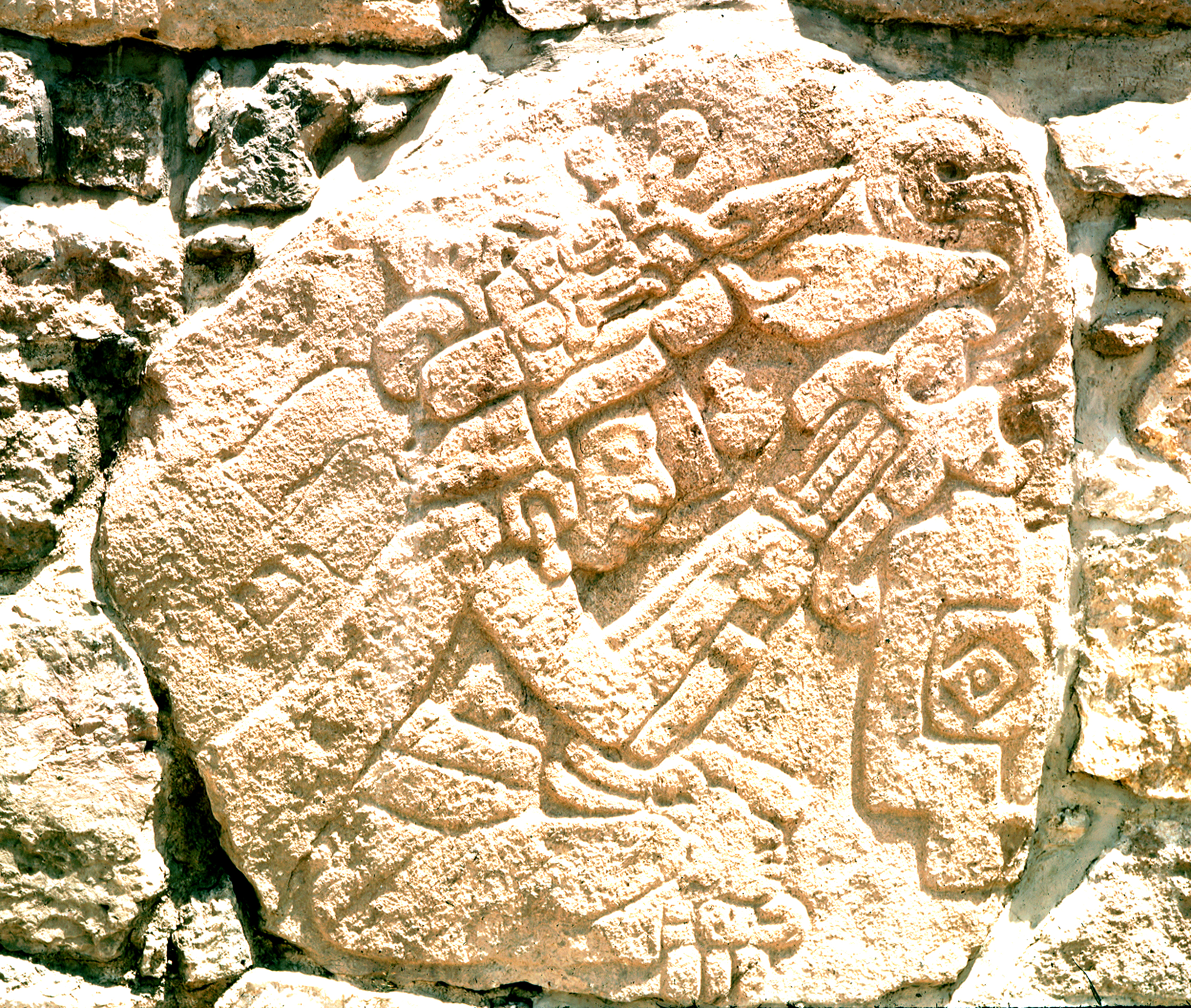
Relief d'un joueur de balle.

Dainzú est un site archéologique zapotèque qui se trouve sur le flanc ouest des vallées centrales de Oaxaca, à 19 kilomètres au sud-est de la ville de Oaxaca de Juárez.
Cette ancienne cité était contemporaine de celle de Monte Albán et Mitla. Elle a été fondée vers le VIIe siècle av. J.-C. et a été habitée jusqu'à la fin de l'époque préclassique mésoaméricaine, vers le IIIe siècle.
Les premières fouilles archéologiques formelles du site ont commencé sous la direction d'Ignacio Bernal en 1965.